# Arco de Fabio
El arco de Fabio (en latín, Fornix Fabiorum o Fornix Fabianus) es el primer arco de triunfo construido en las proximidades del Foro Romano y uno de los más antiguos de Roma. 

## Ubicación
Los restos del arco se han identificado justo al norte del templo de César donde el arco se extiende por encima de la vía Sacra, en el extremo oriental del Foro, cerca de la Regia (iuxta Regiam in Sacra Via).

## Historia
Tras el período arcaico, una puerta, quizás una simple viga colocada entre los muros, marcaba la entrada al Foro por la vía Sacra. Tras la celebración de las victorias militares, los guerreros pasaban bajo esta viga en un acto de purificación para deshacerse de la violencia que habían ejercitado durante la guerra. Esta puerta arcaica fue reemplazada por un pequeño arco (fornix) erigido por el cónsul Quinto Fabio Máximo Alobrógico en 121 a. C. para celebrar su victoria sobre los alóbroges, un pueblo galo. Se trata de uno de los primeros monumentos de este tipo erigidos en Roma, el primero del Foro. Más tarde se construyeron muchos arcos de triunfo, evolucionando arquitectónicamente a partir de estos primeros fornices, sobre todo en la época imperial. El monumento fue restaurado por un nieto de Quinto Fabio, edil curul entre 57 y 56 a. C.·
El arco aparece mencionado numerosas veces en la obra de Cicerón, lo que permite su localización por deducción. 

Como tú, Craso, dijiste en un discurso a la gente, que Memmio se creía un hombre tan grande, que cuando venía al foro agachaba la cabeza al pasar por el arco de Fabio.
Cicerón, De Oratore, II, 66

En efecto, cuando Quinto Hortensio, cónsul designado, regresaba a su casa desde el campo de Marte con gran aglomeración de gente en su torno, topó casualmente con aquella multitud Gayo Curión [...] Ve al pie mismo del arco de Fabio, en medio de la masa, a Verres, lo llama y lo felicita a grandes voces.
Cicerón, Verrinas, Primera sesión, I, 7, 18 y 19

## Descripción
No se conoce la arquitectura con precisión y no puede deducirse de los fragmentos recuperados en el lugar tras 1540, pero estos hoy en día han desaparecido y podrían haber sido atribuidos por error al arco. Una hipótesis lo describe como un arco de un solo arco de 3,945 metros de largo, compuesto de bloques de toba y de peperino recubiertos por placas de travertino, decorados con estatuas y adornos en bronce dorado. Se le atribuyen los fragmentos de una inscripción recuperados en las proximidades: Q. FABIUS L. F. MAXS]UMUS [AID. CUR. RESTIT]UIT...ORI. El arco estaba adornado con estatuas de los miembros de la gens Fabia, quizá añadidos durante la restauración del edificio en 57 a. C..